# 大興機場駅
大興機場駅（だいこうきじょうえき、中文表記: 大兴机场站、英文表記: Daxing Airport Station）は中華人民共和国河北省廊坊市広陽区にある中国国家鉄路集団および北京地下鉄の駅。北京大興国際空港に直結する駅である。

## 利用可能な鉄道路線
中国国家鉄路集団
京雄都市間鉄道
津興都市間鉄道
懐興都市間鉄道（未開業）
北京地下鉄
■大興機場線

## 概要
京雄都市間鉄道は2面6線、北京地下鉄は2面2線の地下駅である。

## 歴史
- 2019年9月26日 - 開業[1]。
- 2023年12月18日 - 津興都市間鉄道が開業。

## 隣の駅
中国鉄路総公司
京雄都市間鉄道
北京大興駅 - 大興機場駅 - 固安東駅
津興都市間鉄道
大興機場駅 - 固安東駅
懐興都市間鉄道
礼賢駅 - 大興機場駅
北京地下鉄
■大興機場線
大興新城駅  - 大興機場駅 - 大興機場南駅（未開業）